# Brušperk
Brušperk é uma cidade checa localizada na região de Morávia-Silésia, distrito de Frýdek-Místek.